# اچ‌دی ۲۴۴۸۰
اچ‌دی ۲۴۴۸۰ یک ستاره است که در صورت فلکی زرافه قرار دارد.